# アシナシトカゲ科
アシナシトカゲ科 (アシナシトカゲか、学名: Anguidae) はトカゲの科の一つ。3亜科におよそ13属120種が属する。アシナシトカゲという名であるが、多くの種は四肢を持ち Galliwasp、Alligator lizard などと呼ばれる。これに対し、無足の種は slowworm、glass lizardと呼ばれる。鱗の下には硬い皮骨を持つ。
肉食・昆虫食性であり、様々な環境に生息する。卵生種・胎生種双方を含む。ほとんどの種は地上性だが、樹上性種もいる。
化石記録は比較的多い。北米西部、白亜紀後期-第三紀の層からよく出土し、最古の化石はカナダ、カンパニアン後期（約7500万年前）の層から産した Odaxosaurus priscus である。北米に化石が多いことからすると、この科は白亜紀に北米で進化し、第三紀にヨーロッパにまで分布を広げたと考えられる。
これらの化石は既に現生種とよく似たタガネ型の歯・皮骨を獲得している。暁新世-始新世にかけて多様性を増やし、Glyptosaurus 属など、大型化し、破砕に向いた歯列を進化させた種も出現した。

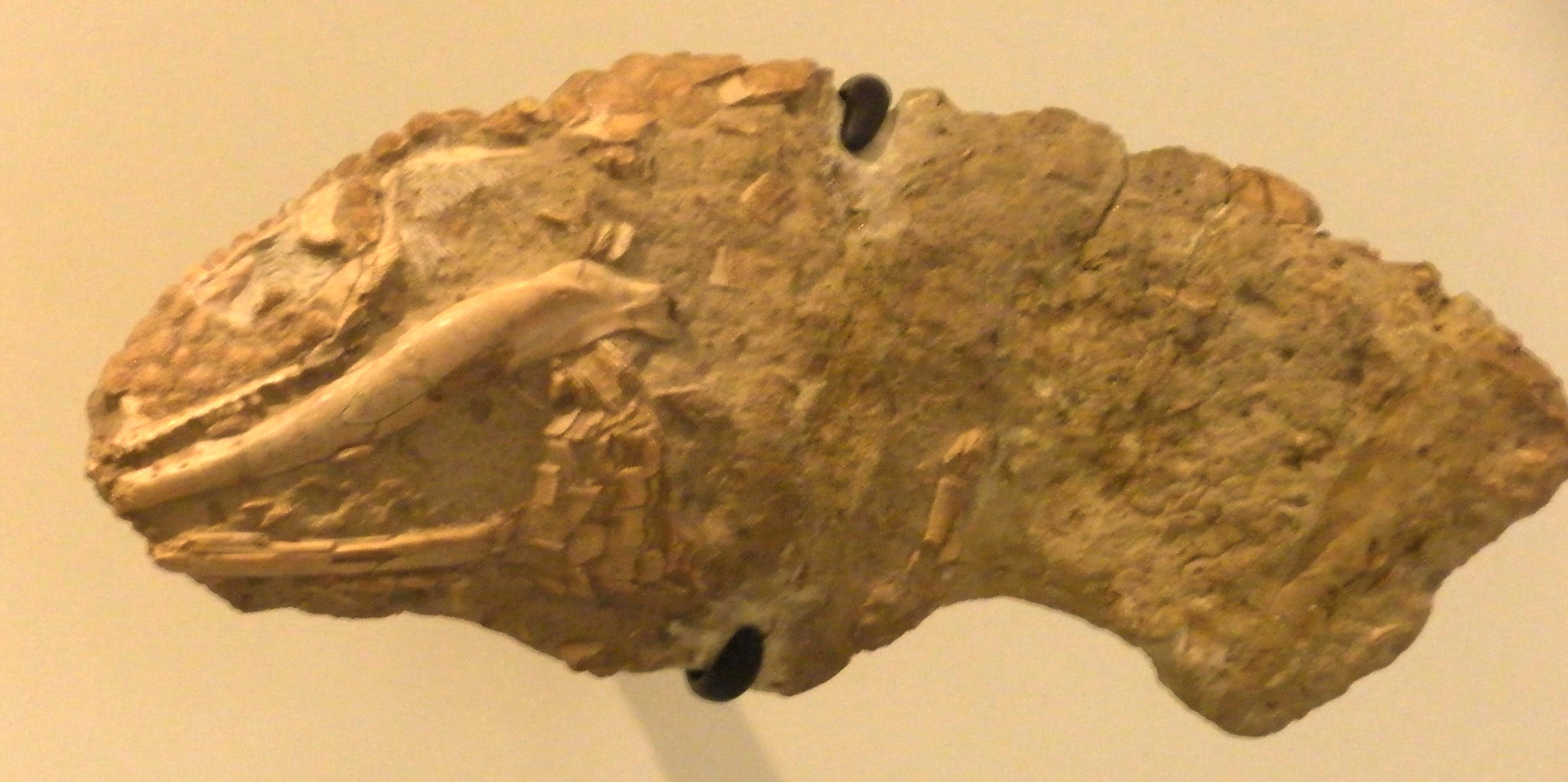
Helodermoides tuberculatus の化石
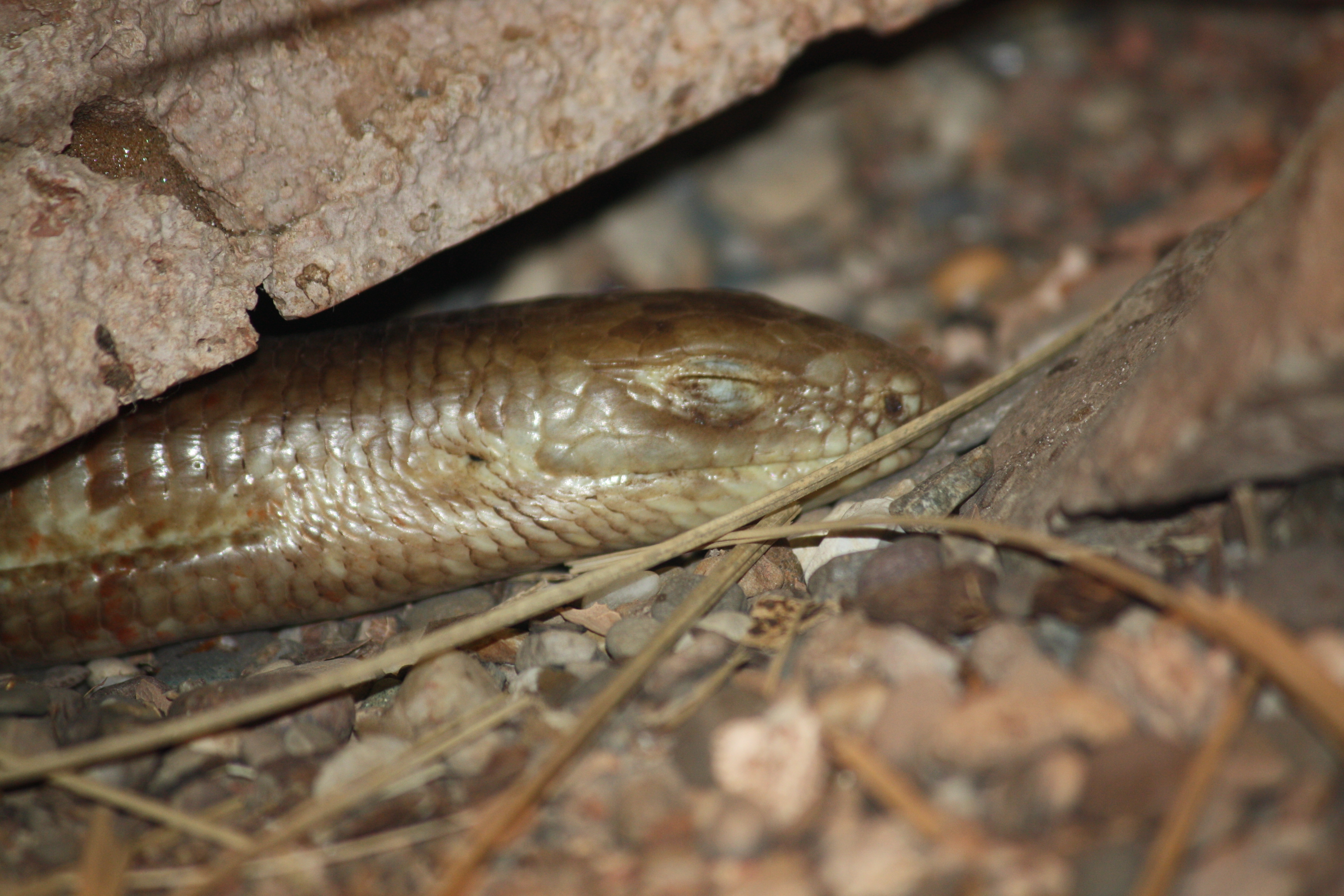
まぶた、外耳をもつ （バルカンヘビガタトカゲ）

## 分類

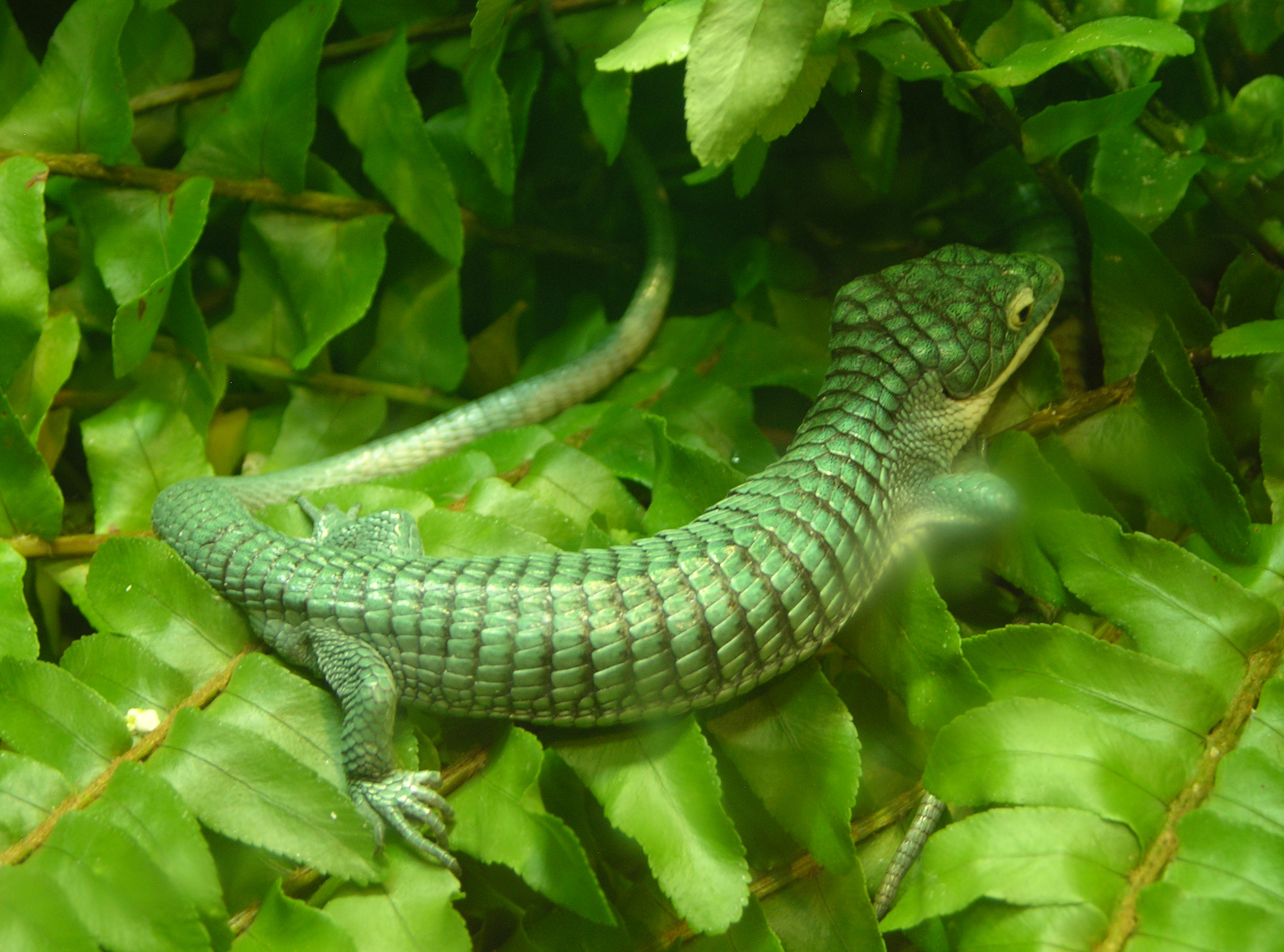
四肢をもつAbronia graminea

北米に生息するギンイロアシナシトカゲ科（Anniellidae、1属2種）とアフリカに広く分布するモノペルティス科（Monopeltis、19属）ならびにミミズトカゲ亜目（Amphisbaenia）は近縁であり、この科に含めることもある。
以下に現生種の一覧を示す。
- Diploglossinae - 中米-南米。Ophiodes 属以外は四肢を持つ。英名:Galliwasp
  - Celestus - 29種
  - Diploglossus - 17種
  - Ophiodes - 4種
- Gerrhonotinae - 中米-南米北部。四肢を持つ。英名:Alligator lizards
  - Abronia - 28種
  - Barisia - 4種
  - Coloptychon - 1種
  - Gerrhonotus - 6種
  - Mesaspis - 6種
  - Elgaria - 6種
- アシナシトカゲ亜科 Anguinae - ヨーロッパ・東南アジア・北米。四肢を持たない。
  - Anguis - 4種 ヒメアシナシトカゲ
  - Dopasia - 5種
  - Ophisaurus - 8種
  - Pseudopus - 1種 バルカンヘビガタトカゲ